# 穴切遊廓

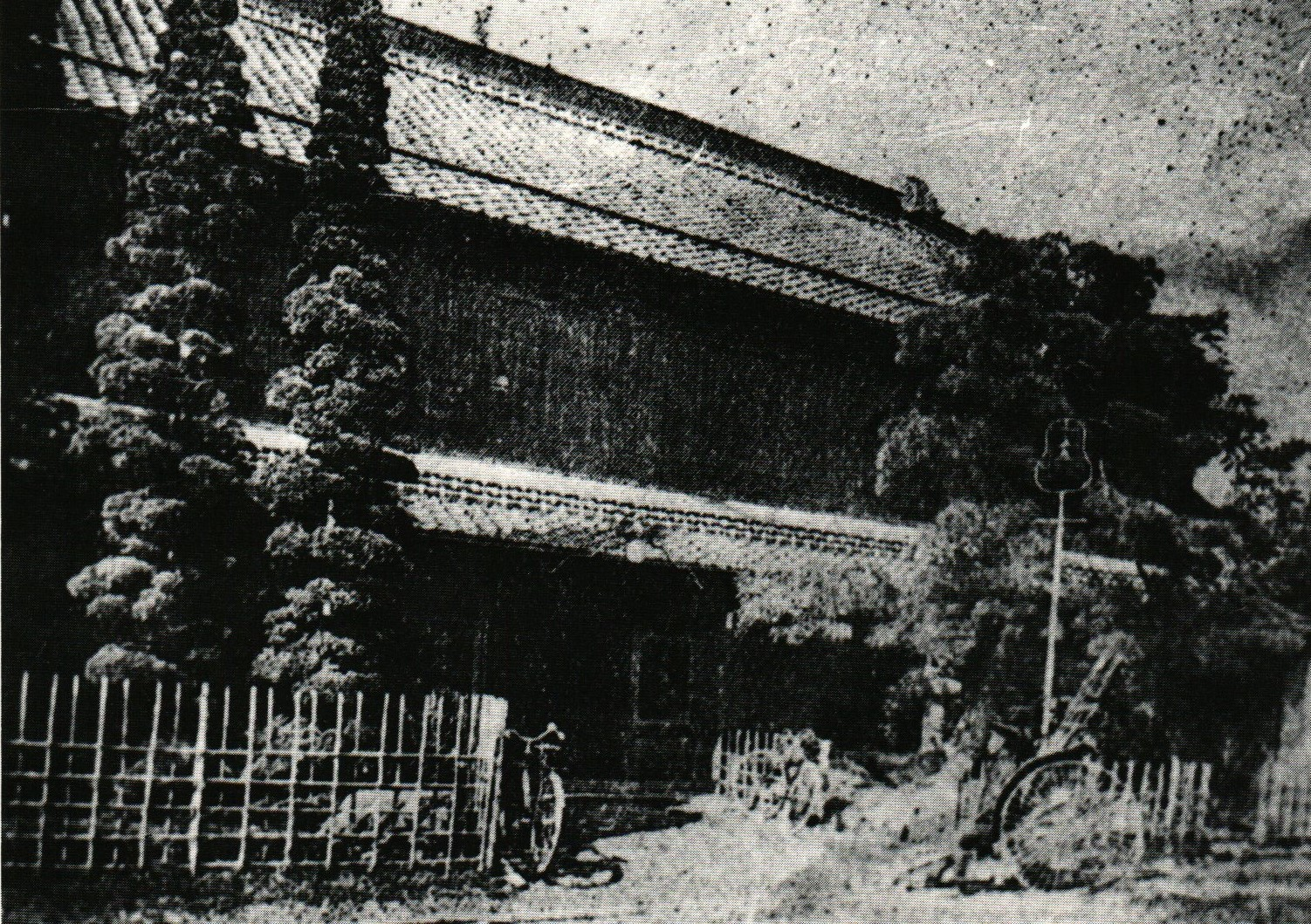
明治末期頃の穴切遊廓、甲子楼。門前で客を待つ人力車夫の姿がある。

穴切遊廓（あなぎりゆうかく）は、山梨県甲府市にかつて存在した遊廓、赤線である。

## 穴切遊廓成立以前の甲府の遊廓

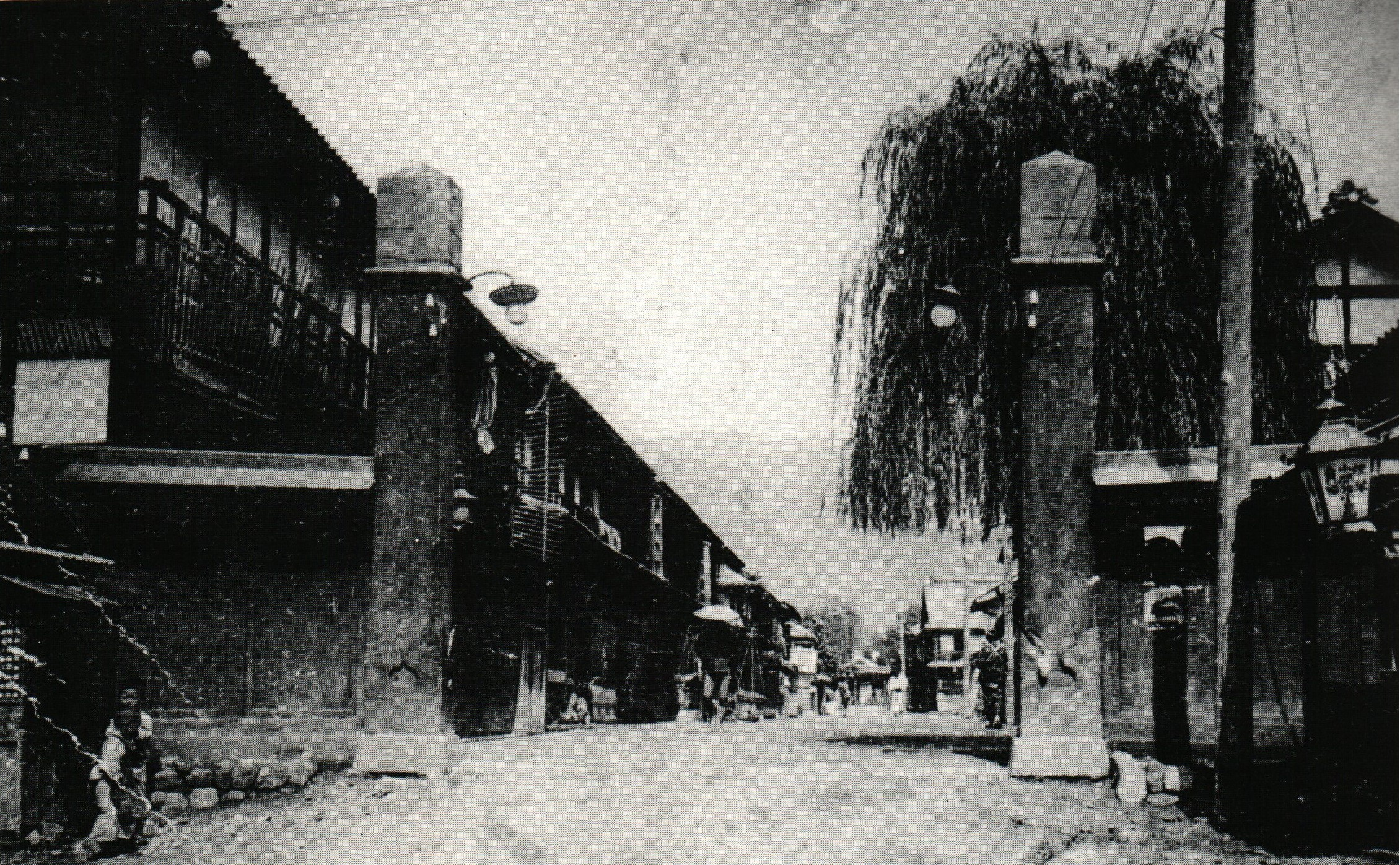
明治30年代中頃の新柳遊廓大門

甲斐国では近世期に甲府城を中心とする甲府城下町が成立し、享保9年（1724年）には甲斐一国が幕府直轄領化され甲府は甲府勤番支配となる。
甲府城下町では城下南東部が発達し、江戸中期には城下東端の金手町・工町に、江戸後期には城下南端の緑町や西一条町など城下周縁部に芝居小屋や料理屋の集中する歓楽街が形成された。また、城下南東部は甲州街道の宿場であった甲府柳町宿（現在の中央4丁目）が設置され、旅籠屋に置かれた。
甲府城下町においては近世期を通じて常設的な遊郭は存在していないが、旅籠屋や料理屋における飯盛女（飯盛旅籠）の雇用が半ば公認されていたが、幕府直轄領である甲府においては飯盛女の設置が認可されにくく、わずかな期間のみの公認が成されている。
明治時代に入ると払い下げられた城下南東の武家地に市街の中心が移動し、宿場の旅籠屋は上府中尊躰寺跡地（現在の甲府市天神町付近）へ移転させられることになり、明治4年に、山梨県初の遊廓である新柳遊廓が成立した。
大増楼、甲子楼、京庄楼など合計22楼を有する新柳遊廓は、所在地の当時の町名が増山町であったことから、甲府の人間に増山と言えば誰にでも当遊廓のことと分かるほど、人々に知られる存在となり繁栄するが、1907年（明治40年）2月に大門口にあった福伊藤楼より出火した大規模な火災によって遊廓全体が焼失し、新柳遊廓の歴史は終わる。この火災は後に上府中大火と呼ばれるようになった。

## 穴切遊廓の成立と衰退

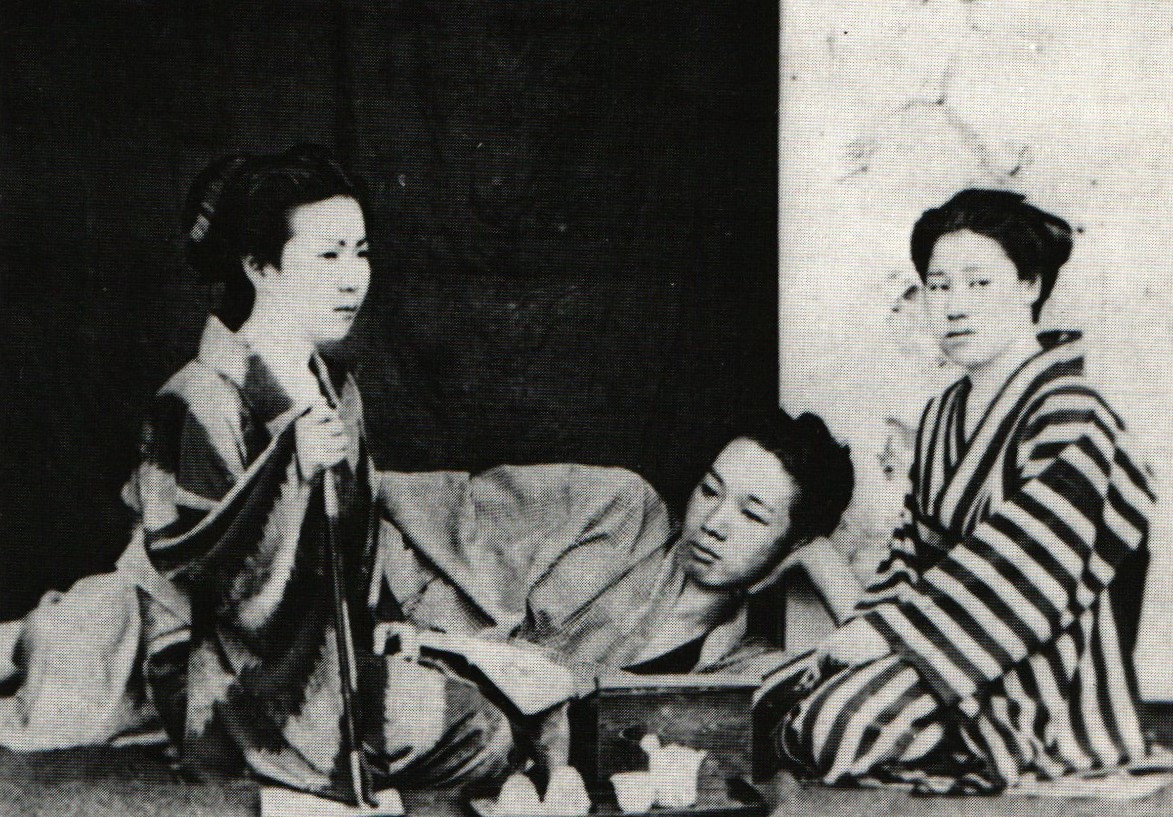
新柳遊廓、京庄楼での娼妓と客（明治10年代）

上府中大火により焼失した新柳遊廓は移転することとなるが、当遊廓は甲府市街地の北方（現在の山梨大学、国立甲府病院）を塞ぐような位置にあり、甲府の発展を妨げるものとして、大火以前より県により移転が促されていたことから、比較的スムーズに移転が行われた。新たな遊廓設置場所は甲府市街地の西、相川左岸の通称穴切田圃（現在の甲府市宝1丁目）と呼ばれる水田一帯であった。大火のあった明治40年の年末には22楼の遊廓が全て移転を完了し、穴切遊廓（別名、穴切新地）が成立した。
公に認められた山梨県の遊廓は上野原にあった僅か2軒の小規模な関山遊廓と甲府の穴切遊廓の2箇所のみであり、村行彰著『日本遊里史』（1929年）の巻末付録として掲載されている『日本全国遊廓一覧』によれば、穴切遊廓の貸座敷数（軒数）は21軒、娼妓数201名を数えた。
また、別の昭和初期の記録によると娼妓数は280名を数えており、これは遊廓を擁する他の同規模地方都市と比較すると突出しており 、甲信地方では最大級の遊廓であった。
しかし、1945年（昭和20年）7月の甲府空襲により穴切遊廓は全焼し、翌1946年（昭和21年）にGHQの指令により公娼制度が廃止されると、穴切遊廓のあった一帯は、カフェーや料亭などに看板を変えた、いわゆる「赤線」地域として存続したが、1956年（昭和31年）の売春防止法の成立、1958年（昭和33年）の同法施行により、穴切遊廓は完全に消滅した。
往時を偲ばせるものは、古い建物の外壁に僅かに残る公安委員会によるカフェー許認可プレートのみで、2020年現在の穴切地区はマンションなどが建つ普遍的な住宅街となっている。

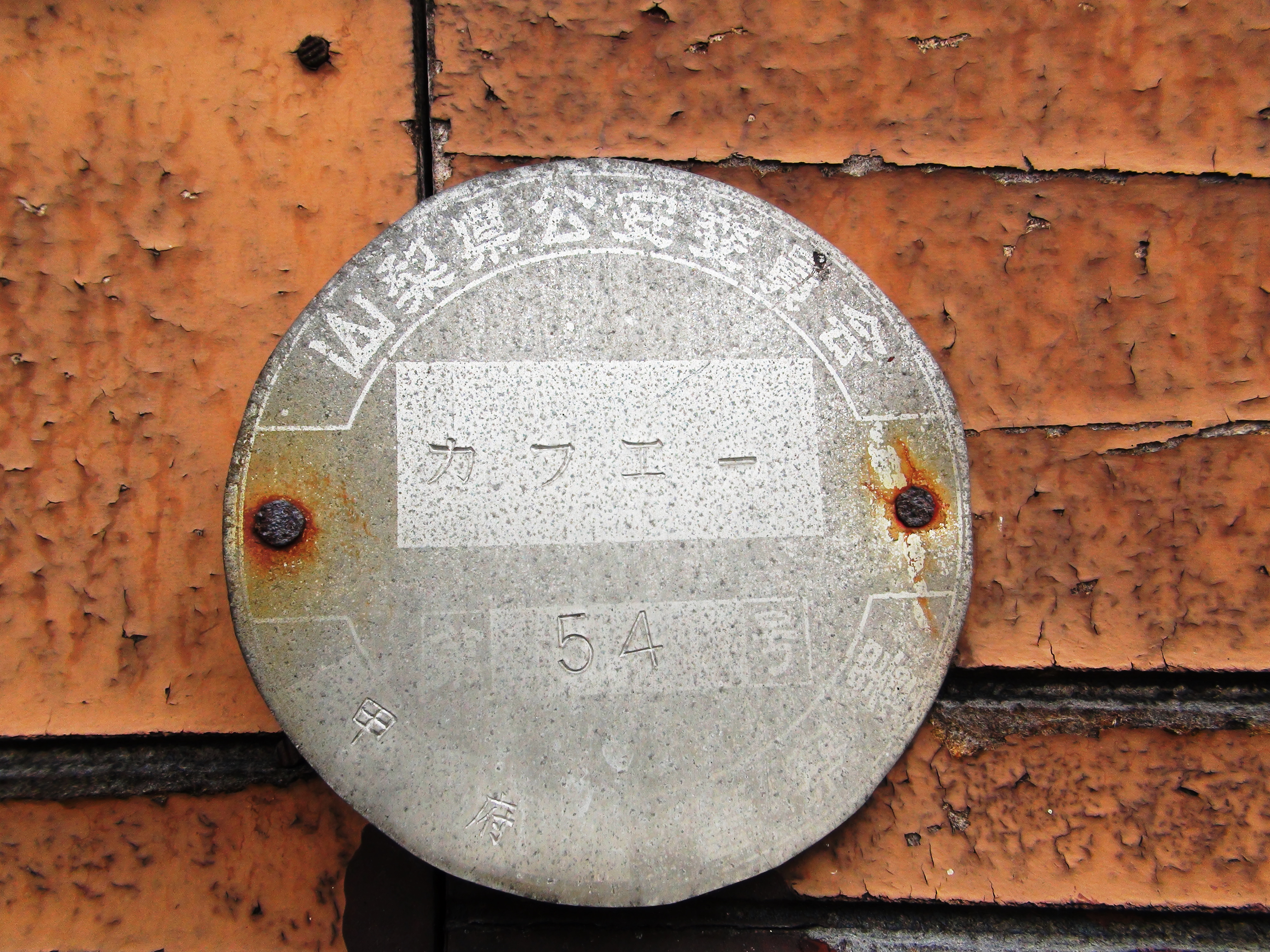
山梨県公安委員会による、カフェー許認可プレート
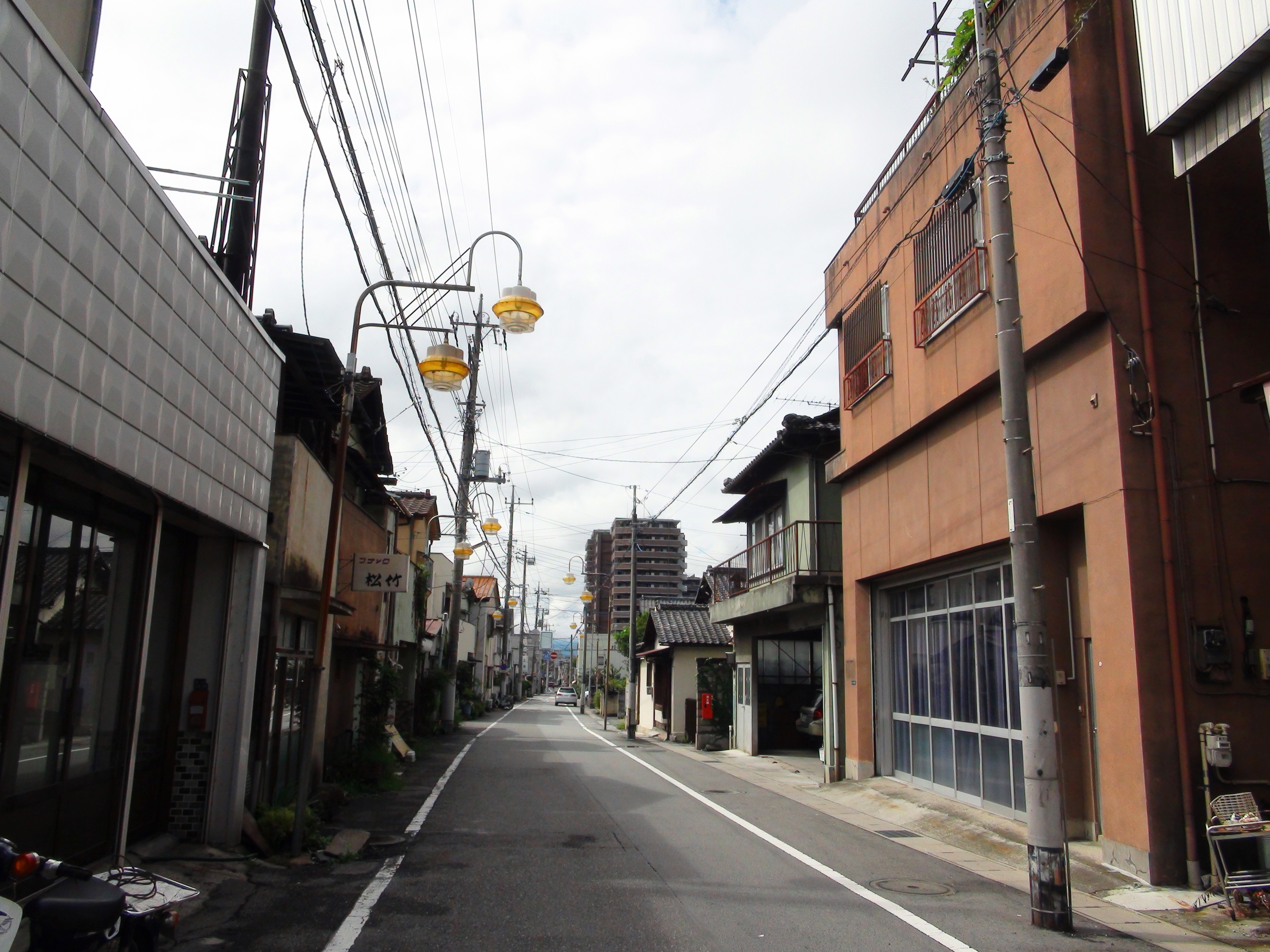
2011年8月の穴切地区